# Giải BAFTA lần thứ 2
Giải thưởng Điện ảnh Anh Quốc lần thứ 2 được trao bởi Viện Hàn lâm Nghệ thuật Điện ảnh và Truyền hình Anh Quốc (BAFTA) vào ngày 29 tháng 5 năm 1949, để vinh danh các bộ phim xuất sắc nhất của năm 1948. Các giải mới được trao lần này gồm Phim tài liệu hay nhất, các giải Đặc biệt cho phim và giải thưởng Liên Hợp Quốc cho "bộ phim xuất sắc nhất thể hiện các nguyên tắc của Hiến chương Liên Hợp Quốc". Các phim Anh The Fallen Idol và Hamlet lần lượt nhận giải Phim Anh hay nhất và Phim trong hoặc ngoài Anh hay nhất.

## Tác phẩm đoạt giải và các đề cử
Các phim The Fallen Idol và Hamlet của Anh lần lượt nhận giải Phim Anh hay nhất và Phim trong hoặc ngoài Anh hay nhất, và đều có tên trong cả hai hạng mục trao giải; Louisiana Story đoạt giải Phim tài liệu hay nhất; Atomic Physics nhận giải Đặc biệt cho phim; còn Giải thưởng Liên Hợp Quốc cũng được trao cho Atomic Physics, Hungry Minds và kịch bản The Winslow Boy.
Tác phẩm đoạt giải được liệt kê trước và được in đậm; đề cử được xếp theo thứ tự chữ cái và in thường.
| Phim Anh hay nhất | Phim trong hoặc ngoài Anh |
| --- | --- |
| - The Fallen Idol - Hamlet - Oliver Twist - Once a Jolly Swagman - The Red Shoes - Scott of the Antarctic - The Small Voice | - Hamlet - Crossfire - The Fallen Idol - Four Steps in the Clouds - Monsieur Vincent - The Naked City - Paisan                                                                                       |
| Phim tài liệu hay nhất | Giải Đặc biệt cho Phim |
| - Louisiana Story - Farrebique - Is Everybody Listening? - Shadow of the Ruhr - Those Blasted Kids - Three Dawns to Sydney  | - Atomic Physics - Bear that Got a Peacock's Tail - The Cat Concerto - Divided World - Gandhi's Funeral (Paramount British Newsreel) - Norman McLaren Abstract Reel - Rubens - Your Children's Sleep |

### Giải thưởng Liên Hợp Quốc
Được trao cho phim hay nhất thể hiện một hay nhiều nguyên tắc của Hiến chương Liên Hợp Quốc.
- Atomic Physics
- Hungry Minds
- The Winslow Boy